# Dione Housheer
Dione Housheer (født 26. september 1999 i Gendringen, Holland) er en hollandsk håndboldspiller, der spiller for Odense Håndbold og Hollands kvindehåndboldlandshold.
Dione Housheer spillede for den hollandske Eredivise-klub VOC Amsterdam fra 2016-2018, hvor hun vandt Eredivisie i 2017 og 2018. I 2018 skiftede hun til Nykøbing Falster Håndboldklub på en 2-årig kontrakt. Den 1. juli 2021 skiftede Housheer til Odense Håndbold.

## Titler
- Eredivise:
  - Guld: 2017, 2018
- Beker van Nederland:
  - Guld: 2018
- Nederlandse Supercup:
  - Guld: 2016
- Bambusa Kvindeligaen
  - Guld: 2022

## Meritter
- Årets talent i Eredivise: 2017[2]
- Årets Spiller i Eredivise: 2018[3]